# マリ共和国の歴史

マリの地図、1994年。

本項では、マリの歴史（マリのれきし）について述べる。マリの歴史は13世紀以前（マリ帝国の建国以前）、13世紀から16世紀までのマリ帝国とソンガイ帝国時期、帝国崩壊から植民地化までの時期、フランス領スーダン時期、独立期に分けられる。現マリの国境はフランス領スーダンのそれであり、1891年に制定されたが、人工的に定められたものだったためスーダン地域の一部とサハラ砂漠の一部を含めており、結果的にはマリをマンデ人を主とする多民族国家にした。
マリは歴史上マグリブと西アフリカ間の貿易（サハラ交易）の中継地点という役割を果たしていた。例えば、トンブクトゥはサハラ砂漠の南端でニジェール川近くに位置しており、マリ帝国の建国とともに13世紀よりサハラ交易で重要な役割を演じた。

## 古代
現在のマリの領域における最古の国家は、7世紀に興りマリ西部を領したソニンケ族のガーナ王国と、東部のガオに起こったガオ帝国とされている。特にガーナ王国は、北アフリカのアラブ人から塩を輸入し金・象牙を輸出するサハラ交易（いわゆる塩金交易）によって8世紀に絶頂期を迎えた。しかしガーナ王国はサヘルの乾燥化によって勢力を減退させ、1076年にベルベル人のムラービト朝に攻撃され小国へと転落した。
ガーナ王国の衰退後、マリ西部はスス族の興した反イスラムのスス王国が覇権を握った。

## マリ帝国

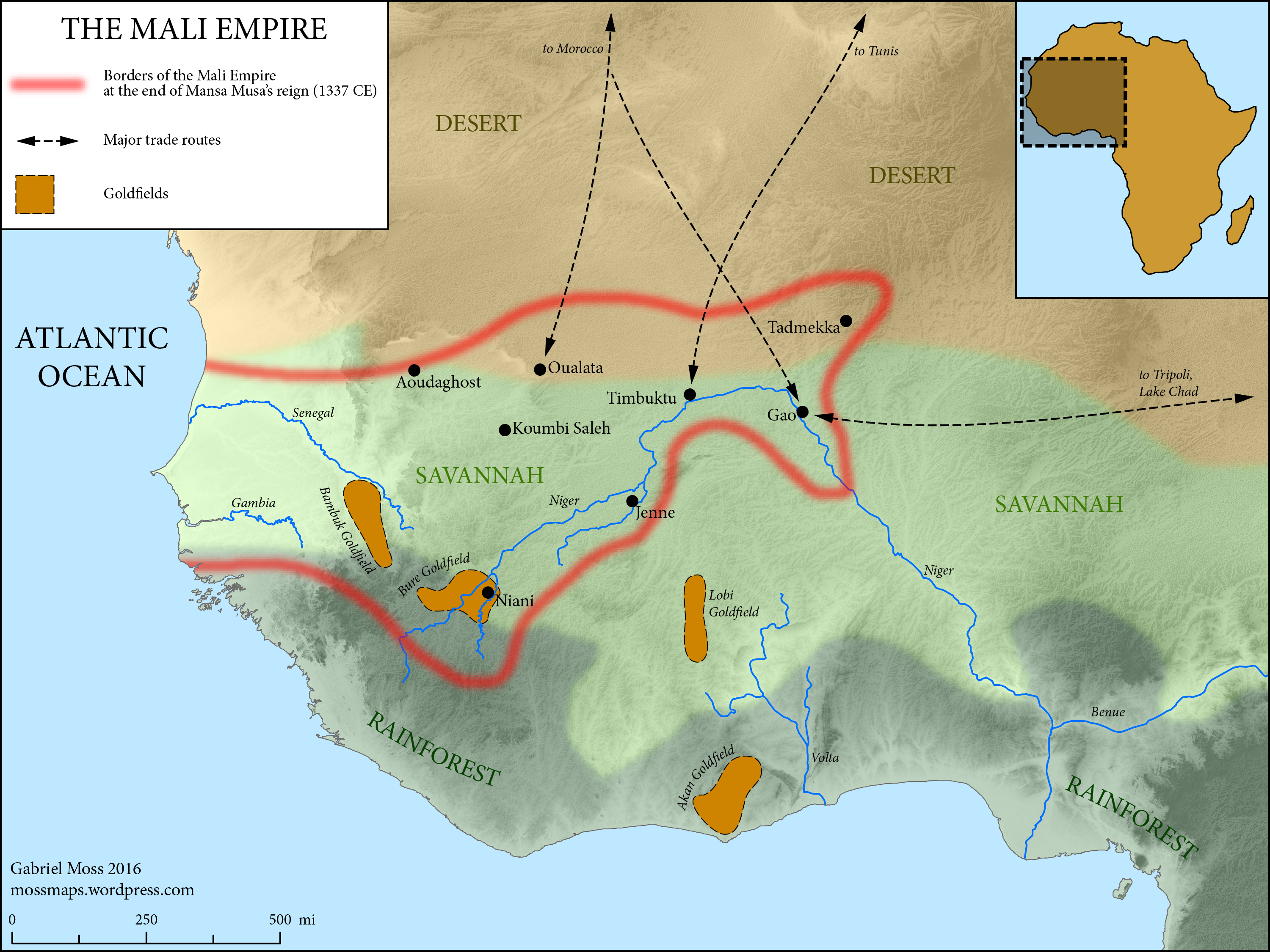
1337年時点のマリ帝国

マリ帝国は14世紀初、ムーサ1世の治世にイスラム教化した。その時期から19世紀まで、トンブクトゥはイスラム世界の南西端の辺境として、アラブ人の奴隷貿易の中枢として重要な役割を果たした。
帝国はスンジャタ・ケイタによって建国され、その統治者、特にマンサ・ムーサ1世の富で知られるようになった。マリ帝国は西アフリカの文化に深い影響を与え、帝国の言語、法律、慣習がニジェール川沿いで広まった。帝国の領土は広大で、多くの付庸国を有した。14世紀中期に衰退を始めたものの、依然として大きな影響力を有した。16世紀にも残存していたが、そのときにはかつての力と重要性を失った。

## ソンガイ帝国
マリ帝国が14世紀中期より弱体化し始めると、ソンガイ族はそれに乗じて独立し、ガオを首都と定めた。ソンガイ族は西サヘルで拡張を続けて帝国を築き、1420年にはマシーナから年貢をせしめることに成功した。14世紀末と15世紀には衰退していたマリ帝国と拡張していたソンガイ帝国が共存したが、15世紀末にはソンガイ帝国がより進んだ技術を有し、トンブクトゥをも支配した。

## 帝国滅亡以降の時期（1591年 - 1892年）

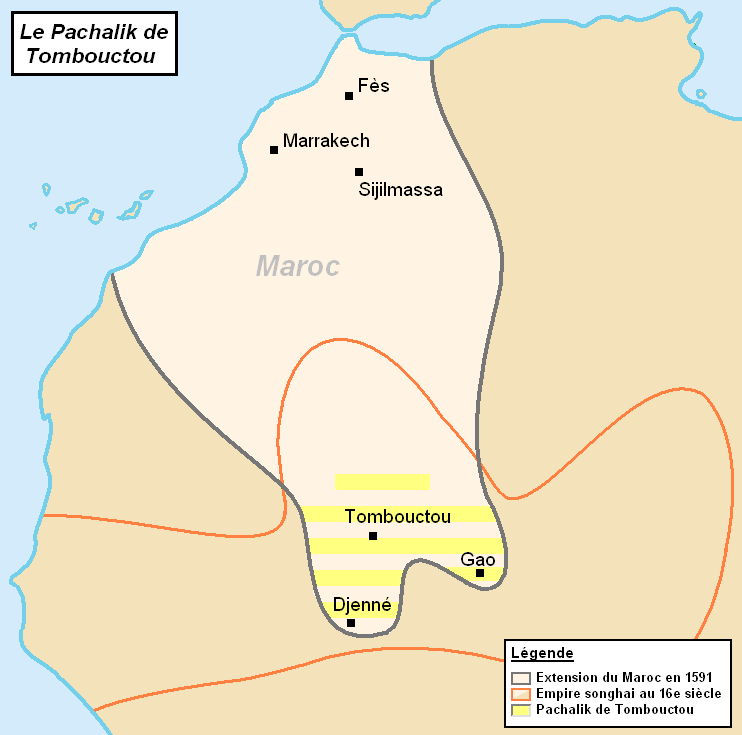
サアド朝モロッコの一部としてのトンブクトゥ・パシャリク（黄色）、1591年頃。

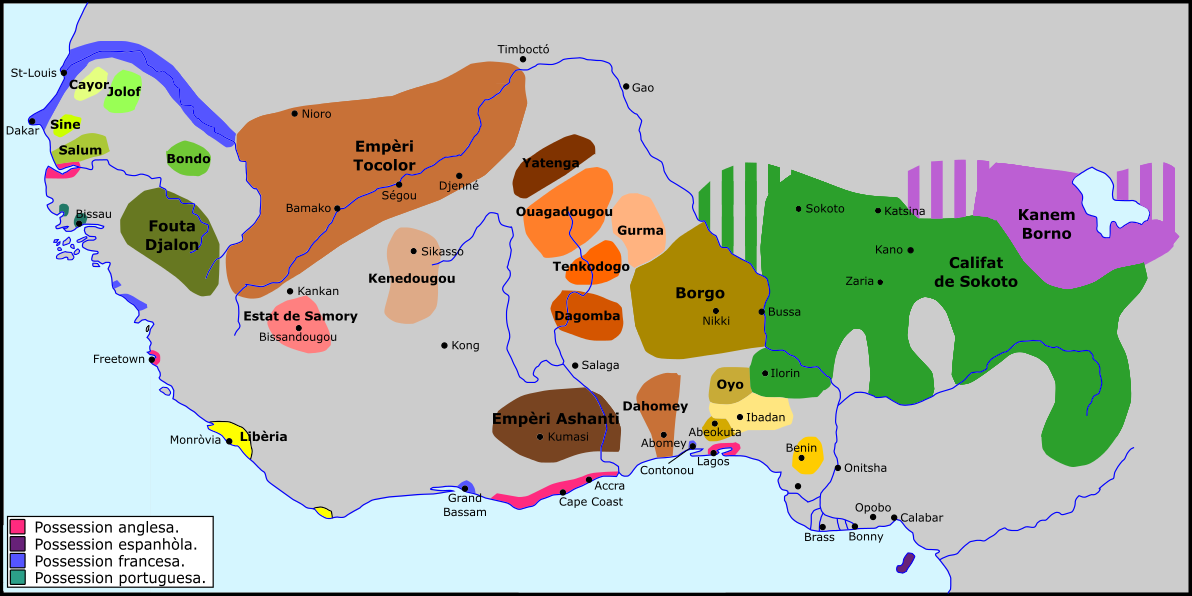
1875年時点、小国が乱立している状態の西アフリカ。

ソンガイ帝国はサアド朝モロッコからの圧力で崩壊した。その分水嶺は1591年3月13日のトンディビの戦いだった。その後はモロッコが17世紀末頃までガオ、トンブクトゥ、ジェンネ、そしてこれらの都市と関連する交易路を支配した。
ソンガイ帝国が崩壊した後、単独でマリの地域を支配した国はなかった。モロッコはマリの一部地域しか支配できず、支配できた地域でも支配が不安定で、多くの小国が乱立した。

### バマナ帝国

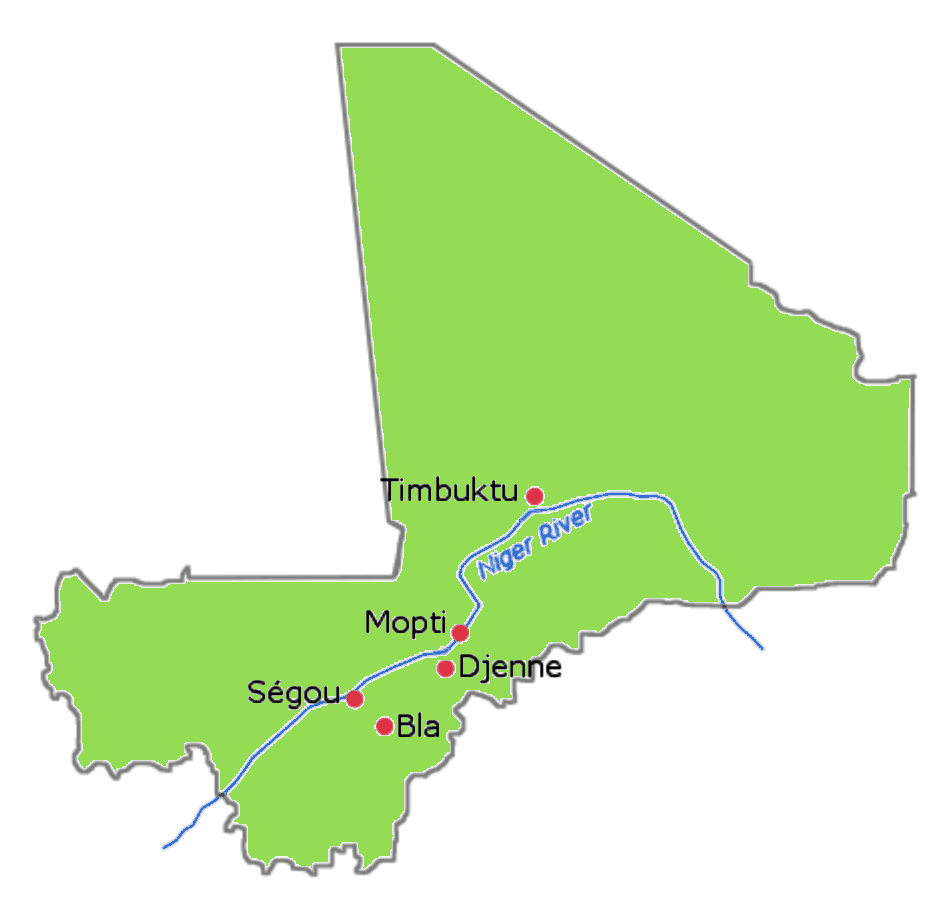
バマナ帝国が支配した地点

中央集権が機能した時期のバマナ帝国はセグーを首都とし、1712年から1861年まで続いた。バンバラ族の主導したバマナ帝国はマリ中部と南部を一部統治し、トゥクロール族のエル・ハジ・ウマル・タールがフタ・トーロから西アフリカを征服するまで続いた。ウマル・タールのムジャーヒディーンはバマナの軍勢を撃破、1861年3月10日にはセグーを奪取した。これによりバマナ帝国が滅亡した。

### カアルタ王国
バマナ帝国のクリバリ王朝からの分裂により、1753年には2つ目のバンバラ族国家であるカアルタ王国が現マリ西部にあたる地域で成立した。エル・ハジ・ウマル・タール率いるトゥクロール帝国によりウマル・タールとバマナ帝国の戦争直前に滅ぼされた。

### ケネドゥグ王国
セヌフォ族のケネドゥグ王国は17世紀に成立、現マリ＝ブルキナファソ国境の地域を起源とした。1876年にシカソに遷都した後、1887年にはワスル帝国のサモリ・トゥーレによる征服に抵抗し、1898年のフランス征服に最後まで抵抗した王国の1つだった。

### マシーナ帝国
1818年、主にフラニ族が居住するニジェール内陸デルタでイスラム教の影響を受けた対バマナ帝国反乱が起き、マシーナ帝国として建国した。後にバマナ帝国と同盟してエル・ハジ・ウマル・タールがフタ・トーロのトゥクロール帝国に対抗したが、1862年には敗れた。

### トゥクロール帝国
トゥクロール帝国はエル・ハジ・ウマル・タールがフタ・トーロによって1864年に建国され、現マリにあたる地域の大半を統治したが、1890年にフランスによって征服された。トゥクロール帝国の統治時期は元マシーナ領でトゥクロール帝国への抵抗が続けられ、フランスからの圧力も強くなっていた動乱の時期だった。

### ワスル帝国
ワスル帝国はサモリ・トゥーレによって建国され、1878年から1898年まで存在した短命な帝国だった。現ギニア北部とマリ南西部で主にマンディンカ族が住む地域を領地としたが、後に現コートジボワールにあたる地域に移った。最終的にはフランスに征服されて滅亡した。

## フランス領スーダン（1892年 - 1960年）
マリは1892年にフランスの植民地支配下に置かれた。1893年、フランスはSoudan Français（「フランスのスルターン」）と呼ばれる文民総督を任命したが、フランス統治への抵抗は続き、1905年にようやく平定された。フランス領スーダンはフランス領西アフリカの一部として統治され、西アフリカ海岸のフランス植民地に労働力を提供した。1958年、「スーダン共和国」として完全な内部自治権を獲得、フランス共同体に参加した。1959年初にはスーダン共和国とセネガルでマリ連邦を結成したが、1960年3月31日にはフランスがマリ連邦の完全独立に同意した。1960年6月20日、マリ連邦は正式に独立国になり、モディボ・ケイタが初代大統領に就任した。

## 独立以降（1960年 - ）
1960年8月にセネガルが連邦から脱退すると、スーダン共和国は1960年9月22日にマリ共和国になり、モディボ・ケイタがマリ共和国の初代大統領に就任した。
ケイタの所属政党であるスーダン連合・アフリカ民主連合はアフリカ民主連合の一員として独立以前の政治を主導していたが、独立後にはすぐに一党制の採用を宣言、大規模な国有化による社会主義政策を推進した。ケイタはフランス共同体からの脱退を選び、東側諸国と緊密な関係を保った。しかし、経済が悪化し続けたため1967年にはフラン圏に再加入、過激な経済政策を一部緩和した。

### 一党制
1968年11月19日、青年将校による無血クーデターで14人で構成される国民解放軍事委員会（CMLN）が設立され、ムーサ・トラオレ中尉が大統領と委員会の議長に就任した。政権を掌握した軍部は経済改革を断行しようとしたが、国内の政争とサヘルの旱魃に阻まれた。
1974年には新憲法が制定され、一党制を採用するとともに民政移行を予定するものだったが、実態は軍部が権力を握ったままだった。1976年9月には民主集中制に基づく政党のマリ人民民主同盟（UDPM）が結成された。こうして一党制が敷かれたマリにおいて、1979年6月に総選挙が行われ、唯一の大統領候補であるトラオレが99%の票を得て当選した。一党制政府への権力集中に腐心したトラオレは1980年に学生による反政府デモとそれによる3回のクーデターという脅威に直面したが、それを残忍に鎮圧した。
政治情勢は1981年と1982年に安定化に向かい、1980年代を通じて比較的に平穏だった。1985年12月末、マリとブルキナファソの間でアガシェ地帯紛争が勃発した。
内政では国有企業の制度改革計画を定め、汚職に対処しようとした。穀物市場の自由化が行われ、国際通貨基金との制度改革合意にもこぎつけた。しかし、IMFが定めた緊縮財政は国民に不人気であり、また国の指導者たちが同じ緊縮政策に制限されていない状況にも不満だった。当時アフリカで広まった複数政党制への移行を求める声が高まるにつれて、トラオレは限定的ながら政治上の自由化を行った。例えば、1988年6月の国民議会選挙では1つの議席に複数のUDPM党員が立候補することが許可された。また一党制の体制内でどうやって民主化を実現するかを討議する会議が全国規模で開催されたが、完全な民主制導入は拒否された。
しかし、1990年には民主化主導全国会議（CNID）とマリ民主同盟（ADEMA）など組織的な反対運動が組織された。政治情勢が不穏になる中、1990年中にはマリ北部で種族間の暴力が増えた。長きにわたる旱魃に耐えかねてアルジェリアとリビアに移住した多くのトゥアレグ人が帰国したため、遊牧民族のトゥアレグ人と既に定住した住民の間で緊張が生じたのであった。トラオレ政権は北部のトゥアレグ分離主義運動を恐れて緊急状態を宣言し、トゥアレグ人の鎮圧にあたった。1991年1月に平和合意が結ばれたが、社会不安と断続的な武装衝突が続いた。

### 複数政党制への移行

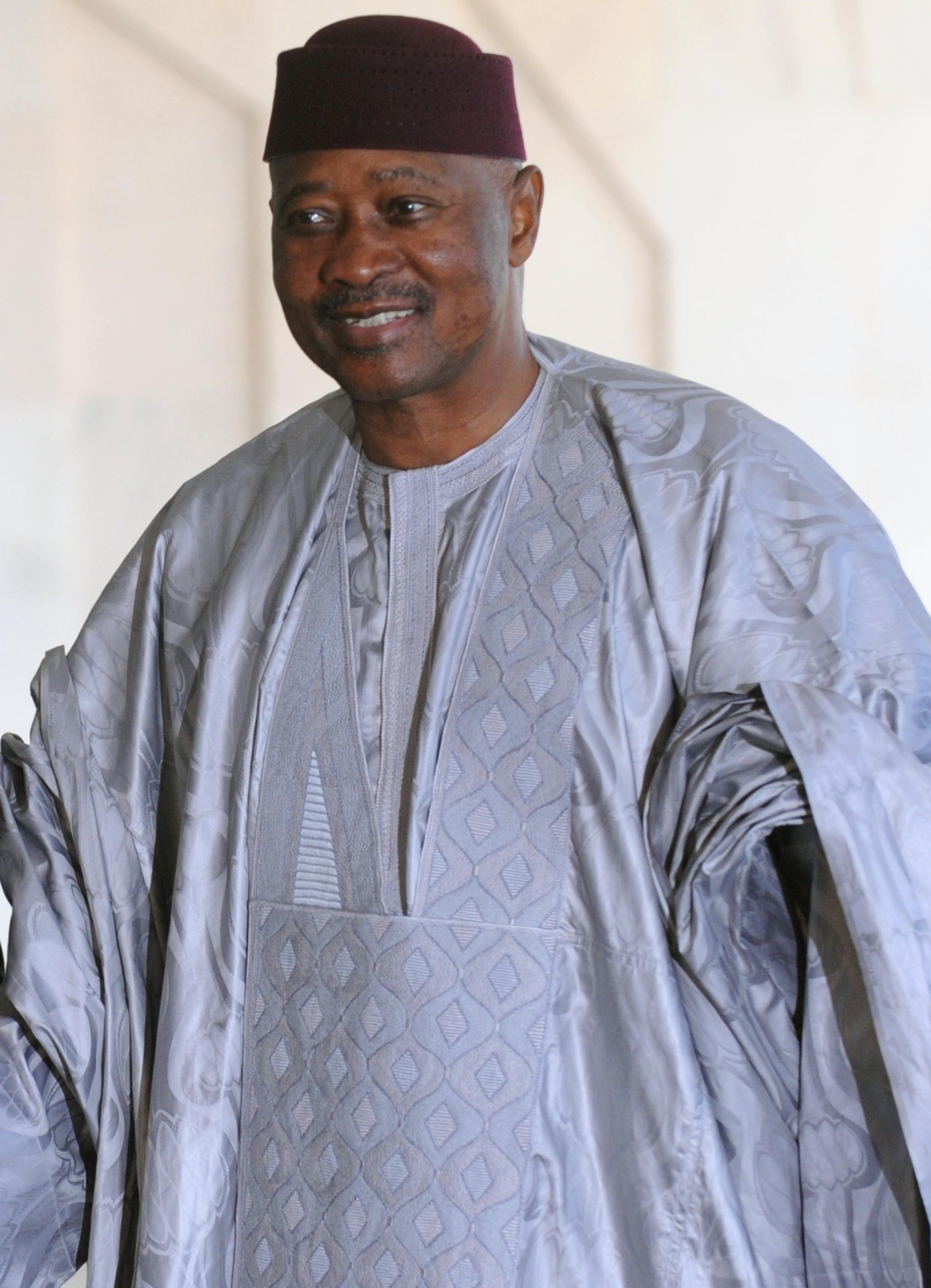
アマドゥ・トゥマニ・トゥーレ、2010年撮影。

他のアフリカ諸国と同じく、複数政党制採用を求める声が増えた。トラオレ政権は独立マスコミや独立政治団体の設立を許可したが、マリは民主制を採用する準備が整っていないと堅持した。1991年初、学生による反政府暴動が再び勃発したが、今度は公務員などにも支持された。4日間の反政府暴動の後、1991年3月26日にアマドゥ・トゥマニ・トゥーレ率いる軍人17人がトラオレ大統領を逮捕、憲法を停止した（1991年マリ政変）。
政変を起こした軍人は数日後には民主団体調整委員会とともに、主に文民で構成された25人の人民救済移行委員会（CTSP）を設立した。CTSPは続いて文民政府を任命した。1991年8月には国民会議で憲法が起草された（憲法は1992年1月12日の国民投票で99%の支持を得た）。国民会議は政党の憲章と選挙法も制定し、政党は自由に結成できるとした。1992年には大統領選挙と国民議会選挙が行われ、ADEMA候補のアルファ・ウマル・コナレが当選して6月8日に就任した。
1997年4月マリ国民議会選挙では行政上の問題が生じ、裁判所が選挙無効を宣言した。この行動はコナレ率いるADEMAが依然として圧倒的な力を持っていることを示し、他の政党が続く再選挙をボイコットすることとなった。コナレは構わずに5月11日の大統領選挙で再選、7月21日と8月3日の2度にわたって行われた国民議会選挙で与党ADEMAが8割以上の議席を確保した。

### 2000年代
憲法では大統領の連続就任を2期に限定したため、コナレは2002年マリ大統領選挙に出馬しなかった。代わって1991年の政変に関わったアマドゥ・トゥマニ・トゥーレが今度は文民として出馬、ADEMA候補との一騎打ちで勝利した。このとき、ADEMAは内部分裂しており、派生政党のマリ連合にも苦しまれた一方、トゥーレは1991年から1992年までの移行政権で果たした役割により支持を勝ち取った。この2002年選挙はマリが選挙不正と投票率の低さに悩まされ続けたにも関わらず、始めて民主的に選出された大統領から2人目の民主的に選出された大統領への政権交代を果たしたことを意味した。2002年マリ国民議会選挙で議席多数を占めた政党がなかったため、トゥーレは多くの政党から閣僚を招聘し、マリの社会と経済発展問題への対処を公約した。

### 2010年代

2013年時点の反乱組織の占領地。

2012年1月、アザワド解放民族運動（MNLA）率いる反乱が勃発した。3月22日には軍部からの反乱軍が国営テレビに現れ、権力掌握を宣言した。政変の原因はトゥーレ大統領による反乱軍との紛争の対処への不満だったという。トゥーレは大統領辞任を余儀なくされた。
しかし、マリ北部紛争により、軍政府はマリの3分の1にあたる南部しか支配しておらず、北部はMNLAに支配されたままであり、首都から700キロメートルにあるトンブクトゥもMNLAに支配されていた。これに対し、西アフリカ諸国経済共同体は資産凍結と禁輸を実施した。当時のマリはセネガルとコートジボワールから陸路で輸送された燃料に頼っており、マリ国内では一部国民が数日間の燃料しか残されなかった。
2012年7月17日時点ではトゥアレグ反乱軍が同盟者でイスラム主義のアンサール・アッ＝ディーンとイスラーム・マグリブ諸国のアル＝カーイダ機構（AQIM）によって追い出されていた。当初は反乱対処への不満により起こされたクーデターであったが、マリ北部で過激派のミニ国家が生み出される結果となった。
モーリタニアのンベラにある9万2千人規模の難民キャンプに住む難民はイスラム主義者を「マリのイスラム教徒に鞭と銃のイスラムを押し付けようとしている」と形容した。トンブクトゥでは聖人の墓が6つほどイスラム主義者からシャリーアに反すると宣言されて破壊された。また（占領地域で）アフガン人、パキスタン人、ナイジェリア人と遭遇したと語った難民もいたという。
アフリカ連合の平和・安全保障委員ラムタネ・ラマムラはアフリカ連合がマリを再統一するための軍の派遣を討議し、テロリストとの交渉は却下されたがそれ以外の武装組織との交渉は却下されていないとした。2012年12月10日、マリ首相シェイック・モディボ・ディアラが軍兵に拘束され、カティに連行された。数時間後にはディアラが国営テレビで内閣総辞職を発表した。2013年1月10日にはイスラム主義者の軍勢が首都から600キロメートルのコンナをマリ軍から奪取したが（コンナの戦い）、翌日にはフランス軍がセルヴァル作戦を開始、マリ北部紛争に介入した。国際連合軍の加勢により、マリ軍は2月8日までにイスラム主義者の占領地を奪回、トゥアレグの分離主義者もイスラム主義者と戦ったが、MNLAにはマリ軍に攻撃した疑いも持たれた。2013年6月18日にはマリ政府とトゥアレグ反乱軍の間で平和合意が締結されたが、11月末に北部のキダルで戦闘が起きたことで破られた。
2013年マリ大統領選挙は7月28日に第1回投票が、8月11日に決選投票が行われた。決選投票ではイブラヒム・ブバカール・ケイタがスーマイラ・シセを下して勝利した。

### 2020年代
2021年9月、マリアン国家とロシアの軍事グループであるワグナーに関連するロシアの民間軍事会社との間で契約が締結された。この文書は、マリ軍と連携して、国内に傭兵を配備し、上級者を保護することを規定している。

## 関連図書
- Chafer, Tony. The End of Empire in French West Africa: France's Successful Decolonization. Berg (2002). ISBN 1-85973-557-6